# Lijst van veelvoorkomende jongensnamen in het Nederlands taalgebied
Hieronder volgt een alfabetische lijst van veelvoorkomende voornamen van jongens in het Nederlands taalgebied.
De lijst bevat alleen de meestvoorkomende namen, aangevuld met eventuele zeldzamere Nederlandstalige namen waarover op Wikipedia  een zelfstandig artikel bestaat.

## Lijst

### A
Aad - Aaron - Aäron - Aart - Ab - Abdullah - Abe - Abel - Abraham -  Abram - Achiel - Achilles - Achior - Achmed - Ad - Adam - Ade -  Adolf - Adriaan - Adrian - Adrianus - Adrie - Æthelweard - Afonso - Age - Ahmed - Ahmet - Akio - Akwasi - Alain - Albert -  Alcide -Aleid - Aleksej - Alex - Alexander - Alfons - Alfred - Ali - Allan - Allard - Almer - Alper - Alwin - Amadeus - Ambrosius - Amelrik - Anders - André -Andrea -  Andreas - Andrei - Andrej - Andrew - Andries - Andy - Angelo - Annass - Anne - Anthonie - Anthony - Antoine - Anton - Antonie - Antonio - Antonius - Antoon - Anwar - Arco - Arend - Aregnazan - Arie - Arjan - Arjen - Arne - Arno - Arnold - Arnoud - Arnout - Aron - Arthur - Attila - August - Augustus - Auke - Austin - Avi - Axel - Aziz

### B
Balthazar - Baptist - Barend - Barry - Bart - Barteld-
Bas -
Bastiaan -
Bauke - Bavo - Beau - Ben - Benedictus - Benito - Benjamin - Bennie - Benoit -  Berend - 
Bernard - Bernhard - Berry - Bert - Bertus - Bessel - Bilal - Bill - Billy - Bing - Bjorn - Björn - Bo - Boaz - Bob - Bobby - Boris - Boudewijn - Bouke - Boy - Bradley - Bram - Brandon - Brecht - Brent - Brian - Bruno - Bryan

### C
Camiel - Carel - Carl - Carlo - Carlos - Carol - Carolus - Cas - Casimir - Caspar - Casper - Céderic - Cedric - Cees  - Cesar - Chananja - Charles - Charlie - Chester - Chiel - Chris - Christiaan - Christian - Christoffel - Christophe - Clay - Clemens - Clint - Clovis - Cock - Coen - Cole - Colin - Connor - Conor - Constant - Constantijn - Cor - Coren - Corné - Corneel - Cornelis - Cornelius - Cyriel

### D
Daan - Damian - Dan - Dani - Daniel - Daniël - Danilo - Danny - Dave - David - Davy - Denis - Deniz - Dennis - Derk - Desiderius - Dex - Dick - Didier - Diederik - Diego - Dieter - Dik - Dimitri - Dinand - Dinh - Dion - Dirk - Doede - Domien - Dominic - Dominique - Don - Donald - Donnie - Dorian - Douwe - Dries - Duco - Duncan - Durk - Dylan

### E
Eahlmund - Ed - Eddie - Eddy - Edgar - Eduard - Edward - Edwin - Eelco - Eelko -  Egbert - Egon - Einar - Elbert - Elco - Eldert - Eli - Elias - Elijah -  Eloy - Elroy - Elvis - Elwin - Emanuel - Emerson - Emiel - Emile - Emmanuel - Emmerik - Emre - Eric - Erik - Ernst - Erwin - Esger - Esin - Esra - Ethan - Etienne - Eugène - Evan - Everhardus - Evert - Ewoud - Ewout - Ezra

### F
Fabian - Fedde - Feike - Felipe - Felix - Ferre - Ferdi - Ferdinand - Fernando - Ferry - Filip - Finbar - Finn - Florentius - Floriaan - Florian - Florianus - Floris - Fokke - Folkert - Fons - Francesco - Francis - Franciscus - François - Frank - Franklin - Frans - Fred - Freddie - Frederick - Frederik - Freek - Friedrich - Friso - Frits

### G
Gabriël - Gaetan - Gareth - Gary - Gé - Geert - Geoffrey - George - Ger - Gerard - Gerardus - Gerbrand - Gerben - Gerco - Gerhard - Gerhardus - Gerk - Gerrie - Gerrit - Gert - Gertjan - Gert-Jan - Gerwin - Ghislain - Gideon - Giel - Gijs - Gijsbert - Gilbert -  Gilles - Gino - Giovanni - Glen - Glenn - Godfried - Gommaar - Gonzalo - Gorik - Govert - Graad - Gradus - Grant - Gregorius - Gregory - Guglielmo - Guido - Guilherme - Guillaume - Guillermo - Günther - Gus - Gust - Gustaaf - Gustav - Guus - Guust - Guy

### H
Haakon - Haije - Hakan - Halvard - Hamilcar - Han - Hannes - Hans - Hansko - Har - Harald - Harco - Harm - Harmen - Harold - Harrie - Harro - Harry - Has - Hassan - Hasse - Hector - Heerke - Heike - Heiko - Hein - Helmut - Hendrik - Henk - Henk Jan - Henk-Jan - Hennie - Henny - Henri - Henry - Herbert - Herman - Hermanus - Hermen - Hervé - Hessel - Herwig - Hicham - Hidde - Hiëronymus - Hilco - Hildo - Hinne - Hotze - Hubert - Hubrecht - Hugo - Huib - Huibert - Huibrecht - Husain - Huub - Hüsnü - Hylke - Hyltsje

### I
Ian - Ibrahim - Ids - Idse - Idsert - Ief - Ignas - Ignatius - Igor - IJsbrand - Ilan - Ilja - Imco - Immanuel - Imme - Inger - Ingmar - Ingvar - Inti - Isa - Isaac - Isaak - Isaiah - Ischa - Ishan - Isidoor - Istvan - Itzak - Ivan - Ivar - Ive - Ivo - Iwan - Izaak

### J
Jaap - Jacco - Jack - Jaco - Jacob - Jacques - Jaimy - Jairey - Jake - Jamai - Jamal - James - Jamie - Jan - Jan Baptist - Jan Jaap - Jan Willem - Jan-Willem - Janko - Janos - Jannes - Jarich - Jari - Jarig - Jarl - Jarno - Jaro - Jarvey - Jason - Jasper - Javier - Jax - Jay - Jayden - Jean - Jean-Jacques - Jean-Paul - Jef - Jeff - Jeffrey - Jelger - Jelis - Jelle - Jelmar - Jelmer - Jelte - Jens - Jent - Jentsje - Jeremy - Jeroen - Jerold - Jerome - Jesse - Jezus - Jielis - Jihan - Jim - Jip - Jo - Joachim - Joan - Job - Jochem - Jochen - Joe - Joël - Joep - Joeri - Joes - Joey - Joffrey - Johan - Johannes - John - Johnny - Jon - Jonas - Jonatan - Jonathan - Jonne - Jonny - Joop - Joost - Jop - Joppe - Joram - Joran - Joras - Jordi - Jordy - Joren - Jorg - Jorien - Jorik - Jorin - Joris - Jorn - Jorrit - Jort - Jory - Jos - Joshua - Jouke - Jozef - Jozias - Jozua - Judas - Jules - Julian - Julien - Julius  - Junior - Jur - Jurgen - Jurjen - Jurn - Jurre - Jurriaan - Jurrian - Just - Justin - Justus - Juul - Juust - Jyrki

### K
Kaeso - Kai - Kamiel - Kalle - Kane - Karel - Karim - Karinus - Karl - Kasper - Kay - Kean - Kees - Keith - Kelvin - Ken - Kenji - Kenneth - Kenny - Kenzo - Kevin - Khalid - Kiano - Kick - Kieran - Kik - Kilian - Kjeld - Klaas - Klemen - Knut - Ko - Kobus - Koen - Koenraad - Koert - Kofi - Koos - Koren - Korneel - Krelis - Krijn - Kris - Kristan - Kristian - Kristof - Kuno - Kurt - Kwinten - Kyle - Kyrell

### L
Lambert - Lambrecht - Lammert - Lancelot - Lander - Lard - Lars - Lasse - Laurens - Laurent - Laurentius - Laurents - Laurenz - Leander - Leen  - Leendert - Leense  - Lennaert - Lennard - Lennart - Lennert - Lenny - Leo - Leon - Leonard - Leopold - Leroy - Lesley - Lester - Lev - Levenez - Levi - Lex - Liam - Liekele - Lieven - Lieuwe - Litse - Lode - Lodewijk - Logan - Lolle - Lorens - Lorenz - Lou - Louie - Louis - Louw - Luc - Luca - Lucas - Lucien - Ludo - Ludwig - Luk - Luke - Luuc - Luuk - Lux

### M
Maarten - Machiel - Mahmoed - Maikel - Manfred - Manuel - Marc - Marc-Marie - Marco - Marcel - Marcellus - Marcus - Marek - Mari - Marijn - Marinus - Mario - Marius - Mark - Marnick - Marniks - Marnix - Mart - Marten - Martien - Martijn - Martin - Martinus - Marvin - Mathias - Mathieu - Mathijs - Mats - Matthew - Matthias - Matthijs - Mattijn - Matty - Maurice - Maurits - Mauro - Max - Maxim - Maxime - Maximiliaan - Mees - Meindert - Melchior - Melle - Mels - Melroy - Melvin - Menno - Merijn - Merlijn - Metin - Micaël - Micil - Micha - Michaël - Michel - Michiel - Mick - Mickey - Midas - Mien - Miguel - Mijndert - Mika - Mike - Milad - Milan - Milano - Miles - Milo - Mink - Miquel - Mirano - Miroslav  - Misha - Misja - Mitch - Mitchel - Mitchell - Mitis - Mohammed - Moreno - Morris - Mounir - Moussa - Murk - Mustafa - Mylan - Myron

### N
Nabil - Nadi - Naftali - Nasir - Nasser  - Nathan - Nathaniël - Naud - Naut - Nauth - Neal - Nelis - Nelson - Nick - Nicky - Nico - Nicolaas - Nicolai - Nicolas - Niek - Niel - Niele - Niels - Nigel - Nikita - Nikki - Niko - Nikolaas - Nikolai - Nilesh - Nils - Nino - Noa - Noah - Noël - Norbert - Norman - Norwin - Noud - Nout - Nouth

### O
Octaaf - Odin - Oguz - Oguzhan - Okan - Okke - Olaf - Olav - Oldrik - Ole - Oleg - Olger - Oliver - Olivier - Olkanson - Olle - Olov - Omar - Onno - Oscar - Oskar - Osman - Oswin - Othman - Ot - Otto - Ovidius - Owen - Özkar

### P
Pablo - Paco - Pascal - Patrick - Paul - Paulus - Pedro - Peer - Pelle - Pepijn - Per - Perry - Peter - Petrus - Philip - Philippe - Pier - Pierre - Piet - Pieter - Pim - Pip - Pit - Pjotr - Pleun - Pol - Prem - Puck

### Q
Quentin - Quido - Quinn - Quincy - Quinten - Quintin - Quintus - Quirein - Quirijn

### R
Radboud - Raf - Rafaël - Ragnar - Raief - Rakesh - Rakke - Ralf - Ralph - Ramesa - Ramesh - Ramon - Ramses - Ramzi - Randal - Raoul - Raphaël - Raymon - Raymond - Reginald - Reimert - Rein - Reinbert - Reindert - Reiner - Reinhard - Reinier - Reinout - Rembrandt - Remco - Remko - Remi - Remy - Renaldo - Renato - Renatus - René - Renger - Rens - Reuven - Ricardo - Ricco - Richard - Rick - Ricky - Rico - Riekele - Riemer - Rien - Ries - Rijk - Rijmar - Rijo - Rik - Rinke - Rinse - Rinus - Riny - Rinze - Ritz - Roald - Roan - Rob - Robbe - Robbert - Robbert-Jan - Robbie - Robert - Robert-Jan - Roberto - Robin - Robrecht - Rocco - Roderick - Rodney - Rodrigo - Roel - Roeland - Roelof - Roger - Rogier - Rohan - Rokus - Rolán - Roland - Rolf - Rolof - Roman - Romeo - Ron - Ronald - Ronnie - Ronny - Ross - Rover - Roy - Ruben - Rudi - Rudiger - Rudolf - Rufus - Rutger - Ruth - Rudy - Runar - Rune - Rupert - Ruslan - Russell - Ruud - Ruurd - Ryan

### S
Said - Salvador - Salvator - Sam - Sami - Samir - Sammie - Samson -  Samy - Sander - Sandor - Sandro - Sandrijn - Sape - Sasha - Satish - Scato - Scott - Sean - Seb - Sebastiaan - Sem - Senna - Senne - Sepp - Seppe - Serge - Sergei - Serkan - Serafim - Servaas - Servien - Severinus - Seto - Shane - Sharo - Shimon - Sibert - Sibo - Sibren - Siebe - Siebren - Siegfried - Siem - Sierk - Sietse - Sigmund - Sijbrand - Sikke - Sil - Silvijn - Sijmen - Simba - Simeon - Simon - Sipke - Sithri - Sjaak - Sjakie - Sjef - Sjeng - Sjimmie - Sjoerd - Sjors - Sjouke - Sonny - Sören - Splinter - Stach - Stan - Stanley - Stef - Stefaan - Stefan - Stefano - Steff - Steffen - Stephan - Stephanos - Stephen - Steve - Steven - Stijn - Stoffel - Storm - Sufyan - Sumano - Sus - Sudesh - Sven - Sybren - Sylvain - Sylvester - Sylvio - Sytze

### T
Taco - Tarik - Teije - Terry - Teun - Teunis - Theo - Theodoor - Theodorus - Theofiel - Theun - Theunis - Thibault - Thibaut - Thierry - Thijs - Thom - Thomas -  Thor - Tiemen - Ties - Tijmen- Tijn - Tijs - Tim - Timo - Timothy - Tjalling -  Tjeerd - Tjerk - Tobias - Toine - Tom - Tomas - Tommy - Ton - Tony - Toon - Tristan - Twan - Tycho

### U
Udo - Ulrich - Urbanus - Uri

### V
Valentijn - Valentino - Vic - Victor - Viggo - Vik - Viktor - Vilém - Vince - Vincent - Vinny - Vladimir - Volkert

### W
Waldemar - Walt - Walter - Ward - Warre - Warren - Wayne - Werner - Wesley - Wessel - Wiebe - Wieger - Wietse - Wijnand - Wijnant - Wil - Wilbert - Wilco - Wilfred - Wilfried - Wilhelm - Will - Willem - William - Willie - Willy - Wim - Wiro  - Wladimir - Wobbe - Wolf - Wolter - Wopke - Wout - Wouter - Wybe - Wik

### X
Xander - Xaveer - Xaverius - Xavi - Xavier

### Y
Yannick - Yassine - Ybo - Yorick - Youri - Youssef - Youssouf - Yuri - Yvan - Yves - Yvo - Yvon

### Z
Zakaria - Zander - Zeger - Zeno - Ziggy - Zyren